# Stredný tok Popradu
Stredný tok Popradu este o arie protejată (arie specială de conservare — SAC, sit de importanță comunitară — SCI) din Slovacia întinsă pe o suprafață de 265,3 ha, integral pe uscat.

## Localizare
Centrul sitului Stredný tok Popradu este situat la coordonatele 49°17′08″N 20°44′36″E / 49.285577°N 20.74337°E.

## Înființare
Situl Stredný tok Popradu a fost declarat sit de importanță comunitară în septembrie 2017 pentru a proteja 3 specii de animale. Situl a fost protejat și ca arie specială de conservare în octombrie 2017.

## Biodiversitate
Situată în ecoregiunea alpină, aria protejată conține 3 habitate naturale: Râuri cu maluri nămoloase cu vegetație de Chenopodion rubri p.p. și Bidention p.p., Râuri de munte și vegetația erbacee de pe malurile acestora, Păduri aluvionare cu Alnus glutinosa și Fraxinus excelsior (Alno-Padion, Alnion incanae, Salicion albae).
La baza desemnării sitului se află mai multe specii protejate:
- mamifere (1): vidră de râu (Lutra lutra)
- pești (2): Barbus meridionalis, cicar (Lampetra planeri)